# Peter Pollatschek
Peter Pollatschek (* 29. März 1944 in Basel; † 12. September 1968 in Büßleben) war ein deutscher Schauspieler.

## Leben
Peter Pollatschek wurde in der Schweiz geboren, wo seine Eltern im Exil lebten. Er studierte an der Filmhochschule Babelsberg und hatte sein erstes Engagement an den Städtischen Bühnen Erfurt. Hier spielte er unter anderem den Puck im Sommernachtstraum von William Shakespeare, den Eilif in Bertolt Brechts Mutter Courage und ihre Kinder und die Titelfigur in Carlo Goldonis Komödie Diener zweier Herren. Neben der Schauspielerei schrieb er lyrische Gedichte. Kurz vor einer weiteren Verpflichtung an das Deutsche Theater in Berlin verstarb Pollatschek 24-jährig bei einem Verkehrsunfall mit seinem Wagen, den er erst wenige Tage zuvor gekauft hatte.
In den 1960er-Jahren wirkte Pollatschek in einigen Produktionen der DEFA mit, so in dem Kriminalfilm Die Glatzkopfbande und dem Kinderfilm Turlis Abenteuer, basierend auf Carlo Collodis Erzählung Pinocchios Abenteuer, in dem er die Rolle des Katers Eusebius übernahm.

## Filmografie
- 1963: Die Glatzkopfbande
- 1963: Es geht nicht ohne Liebe
- 1963: Lehrtage (Kurzfilm)
- 1967: Turlis Abenteuer
- 1969: Käuzchenkuhle
- 1969: Im Himmel ist doch Jahrmarkt

## Synchronrollen (Auswahl)
- 1965: Dusan Skokan als Duro Munk in Wer ist ohne Schuld?

## Theater (Auswahl)
Städtische Bühnen Erfurt
- 1963: Calderon de la Barca: Der Richter von Zalamea (Bauer) – Regie: Klaus Martin Boestel
- 1963: Axel Ivers: Parkstraße 13 (Paul Mieke) – Regie: Klaus Martin Boestel
- 1963: Gebrüder Grimm: Das tapfere Schneiderlein (das Schneiderlein) – Regie: Wolf-Dietrich Köllner
- 1963: William Shakespeare: Macbeth (Fleance) – Regie: Walter Niklaus
- 1964: Jules Verne: Die Reise um die Erde in 80 Tagen (Jean Passepartout) – Regie: Horst Ludwig
- 1964: Ewan MacColl: Unternehmen Ölzweig (Milo, athenischer Soldat) – Regie: Walter Niklaus
- 1964: William Shakespeare: Romeo und Julia (Page des Paris) – Regie: Horst Ludwig
- 1964: Klaus Eidam: Die Schatzinsel („Schwarzer Hund“, ehemals Maat) – Regie: Wolf-Dietrich Köllner
- 1964: Friedrich Schiller: Die Räuber (Schufterle) – Regie: Klaus-Martin Boestel
- 1965: Enni Meinig: Der gestohlene Roboter (Peter, Sohn von Frau Kluge) – Regie: Wolf-Dietrich Köllner
- 1965: Viktor Rosow: Unterwegs (Wolodja) – Regie: Klaus Martin Boestel
- 1965: Bertolt Brecht: Mutter Courage und ihre Kinder (Eilif, Sohn von Mutter Courage) – Regie: Walter Beck
- 1966: Friedrich Dürrenmatt: Der Besuch der alten Dame (der vierte Bürger) – Regie: Klaus Martin Boestel
- 1966: William Shakespeare: Ein Sommernachtstraum (Puck) – Regie: Albert R. Pasch
- 1966: Carlo Goldoni: Der Diener zweier Herren (Arlecchino, Diener von Beatrice und Florindo) – Regie: Manfred Heine
- 1967: Claus Hammel: Ein Yankee an König Artus’ Hof (ein Mann) – Regie: Dieter Wardetzky (Uraufführung)
- 1967: Werner Heiduczek: Jule findet Freunde (Kalle) – Regie: Andreas Scheinert
- 1967: Friedrich Schiller: Die Verschwörung des Fiesko zu Genua (Deutsche Leibwache) – Regie: Klaus Martin Boestel
- 1967: Rainer Kirsch: Der Soldat und das Feuerzeug (Soldat) – Dieter Wardetzky (Uraufführung)
- 1967: Claus Hammel: Morgen kommt der Schornsteinfeger (ein Lyriker) – Regie: Dieter Wardetzky
- 1968: Roger Planchon / Claude Lauchy: Die drei Musketiere (Aramis) – Regie: Dieter Wardetzky
- 1968: Ferdinand Bruckner: Simon Bolivar (Giradot) – Regie: Andreas Scheinert (DDR-Erstaufführung)

## Hörspiele
- 1968: Im Gespensterwald – Autor: Pjotr Petrowitsch Werschigora – Regie: Walter Niklaus